# ニンジャバットマン ザ・ショー
『ニンジャバットマン ザ・ショー』（英: Batman Ninja The Show）は、DCコミックスが刊行する『バットマン』のキャラクターを原作とする2018年6月15日公開の日本の劇場アニメーション作品「ニンジャバットマン」を「ワーナー ブラザース ジャパン」製作にて舞台化した作品。

## 概要
「ニンジャバットマン」はDCコミックス「バットマン」のキャラクターを用いて日本で制作されたワーナー ブラザース ジャパン製作のアニメーション映画が原作となる。
「バットマンが日本の戦国時代にタイムスリップし、宿敵ジョーカーとバトルを繰り広げる」という日本オリジナルストーリー。
『ニンジャバットマン ザ・ショー』は原作「ニンジャバットマン」を舞台化した作品。

## 日程
2021年11月6日から30日までMixalive TOKYO Theater Mixaにて公演された。当初は2020年10月から12月に予定していたが、新型コロナウイルス感染症の感染拡大の影響で2021年10月から12月に変更し、その後も再び変更で同年11月になった。

## ストーリー
舞台化にあたり公式サイトに記載されているストーリーは以下の通り
- 舞台は「現代の犯罪都市ゴッサム・シティの悪党たちがタイムスリップし、群雄割拠する戦国時代の日本。」
- 原作アニメの通りジョーカーの歴史改変が題材、「バットマン」が「ジョーカー」と戦うストーリーとなる。

## キャスト
バットマン、ジョーカー、キャットウーマン、ハーレイ・クインのキャストは“夜-YORU-”“黒-KURO-”“闇-YAMI-”“影-KAGE-”の4チームが回替わりになっている他、ロビン、ナイトウィング、レッドロビンを含むアンサンブルキャラクターも“五大”“五行”“五常”の3チームでステージごとに異なる出演となり、また同じくアンサンブルキャラクターのレッドフード役も“弥”“桜”に分かれそれぞれ違う回ごとに出演した。
- バットマン
  - 滝川広大（夜-YORU-）
  - 澤田拓郎（黒-KURO-）
  - 高澤礁太（闇-YAMI-）
  - 山川蓮矢（影-KAGE-）
- ジョーカー
  - なだぎ武（夜-YORU-）
  - 財木琢磨（黒-KURO-）
  - 細川洪（闇-YAMI-）
  - ASUKA（影-KAGE-）
- キャットウーマン
  - 安納サオリ（夜-YORU-）
  - 鈴木さあや（黒-KURO-）
  - 平野茜子（闇-YAMI-）
  - 鈴木彩海（影-KAGE-）
- ハーレイ・クイン
  - 室田瑞希（夜-YORU-）
  - 佃井皆美（黒-KURO-）
  - 藤田笑美（闇-YAMI-）
  - 安藤美桜（影-KAGE-）

- ロビン
  - 一斗（五大）
  - 中村慧（五大）
- ナイトウィング
  - 加藤慶秋（五行）
- レッドロビン
  - 西原竜平（五常）
- レッドフード
  - 弥圓佐助（弥）
  - 桜井鷹（桜）

- アンサンブルキャスト
  - 佐藤一輝（五大）
  - 木村直樹（五行）
  - 村上拓哉（五行）
  - Onchan（五大・五行）
  - 川手利文（五大・五行）
  - 水江星良（五常）
  - 竹廣隼人（五常）
  - Protecter（五大・五常）
  - 村岡太平（五大・五常）

## スタッフ
演出/構成：
塩野拓矢(梅棒)
構成・文化監修：
HANZ0
演出助手：
常光博武、石井寛人、三国由佳
演出補佐：
Misaki
演出チームサポート：
高島大輝、森下真衣
メインテーマ：
GYZE
主題歌メインコンポーザー/トラック制作：
坂本コーヒー(World Clocks)
エンディングテーマ：
Streepz
音楽監督/DJmix/ラップ指導：
HANZ0
歌唱指導：
HANZ0、SHEART、平岡由香、ERI
トラック制作/マスタリング：
仲村水希(STUDIO KNIGHTS)
トラック制作：
永井カイル
歌唱協力：
Ritsu
アクション監督：
宮崎剛（JAE）
アクション監督補/忍者・武術監修：
弥圓佐助
アクション指導/振付：
守時悟、兼田玲菜
ダンス振付：
塩野拓矢(梅棒)
ダンス振付アシスタント：
Misaki
ダンス振付協力：
藤田笑美
オープニング・エンディング プラン協力：
TAKASHI J/B
映像監督：
吉川マッハスペシャル(World Clocks/WHITE BASE, LLC)
映像制作：
渡辺とんそく、HANZ0
映像進行管理：
知久継道
舞台美術：
竹邊奈津子
技術監督：
寅川英司
舞台監督：
土居三郎
舞台監督助手：
横川奈保子
大道具：
ステージファクトリー
音響効果：
前田規寛
照明：
大波多秀起(デイライト)、鈴木雅貴
映像送出プラン：
川崎貴司、河原幸広
映像送出：
佐藤大地
衣装製作：
雲出三緒、竹平光江
衣装協力：
松浦美幸
衣装進行：
遠藤奈津美、小野涼子、吉澤奈月
ヘアメイク：
新妻佑子、小宮花洋、川井友美
ヘアメイク協力：
工藤聡美、小川万理子(do:t)
特殊造形：
林屋陽二、鈴木清香、谷口悠、楠健吾
小道具：
枦山兼
小道具協力：
平野雅史
宣伝美術：
EASTEND CREATIVE
ビジュアル撮影カメラマン：
渡邊和弘
CM制作：
岡本大輔（Office ENDLESS）
宣伝番組制作：
松本俊輔、遠藤晶（Office ENDLESS）
HPデザイン：
EASTEND CREATIVE
グッズデザイン：
EASTEND CREATIVE、サワダミユキ(Flyer-ya）
制作：
Office ENDLESS、トリックスターエンターテインメント
制作協力：
上野志津華、麻場優美、田加井愛穂、佐藤恵美
運営協力：
ONE to ONE TOKYO、パジルス
宣伝協力：
BREW STUDIO
票券：
島新平(イープラス)
プレイガイド：
イープラス、ローソンチケット、楽天チケット、カンフェティ、チケットペイ
マネジメント協力：
キャストコーポレーション、ジェイズプロデュース、吉本興業、アイズ、長良マネジメント(nap)、ロストワンズ、ラナハウス、サンカラーズ、CINEMACT、ウイントアーツ、SRプロダクション、LIBERA、Showtitle、タイムリーオフィス、JUNON SUPERBOY ANOTHERS LABEL、ジュネス、エムアンドエスカンパニー、ワイルドセブン、ワーサル、バニラ、ZIPANG ENTART、SJP
監修協力：
ワーナーブラサース ジャパン 合同会社
アシスタントプロデューサー：
佐藤秋佳(Office ENDLESS)、濱田真生(Office ENDLESS)
プロデューサー：
中村浩昭(トリックスターエンターテインメント)、傳川光留(トリックスターエンターテインメント)、芝野裕仁(イープラス)、吉田陽(イープラス)、正木麻於(イープラス)、南山晴夫(ローソンチケット)、白川啓(ローソンチケット)、上野尚徳(ローソンチケット)、佐藤久道(ひかりTV)、和氣正紀(ひかりTV)、三露理美(ひかりTV)
エグゼクティブプロデューサー：
下浦貴敬(Office ENDLESS)、新井勝久(トリックスターエンターテインメント)、牛田直人(イープラス)、酒井大(ローソンチケット)、 小林 智(ひかりTV)、加藤 恵一(BREW STUDIO)

## 企画・制作
ワーナー ブラザース ジャパン合同会社、DC

## 主催
「ニンジャバットマン ザ・ショー」製作委員会
株式会社Office ENDLESS、トリックスターエンターテインメント株式会社、株式会社イープラス、ローソンチケット、株式会社NTTぷらら、BREW STUDIO株式会社

## オフィシャルパートナー
- SPOONY®︎[9]
- 株式会社プライム１スタジオ[10]